# Heinz Guderian
Heinz Wilhelm Guderian (Kulm, 17. lipnja 1888. – Schwangau, 14. svibnja 1954.) bio je vojni teoretičar i inovativni njemački general tijekom Drugog svjetskog rata. 
Njemačke oklopne snage su obučavane i borile su se u skladu s njegovim teoretskim radovima, među kojima je najviše poznat Achtung-Panzer! Tijekom rata je bio na pozicijama zapovjednika oklopnog korpusa, armije, glavnog inspektora oklopnih snaga te načelnika stožera oružanih snaga. Postigao je čin general-pukovnika (Generaloberst) u srpnju 1940. Iako nikada nije postao feldmaršal Guderian je poznat kao jedan od najprominentnijih generala u Drugom svjetskom ratu.

## Životopis

### Rana karijera
Heinz Guderian je rođen u Kulmu, Zapadna Pruska, i od 1901. do 1907. pohađa razne vojne škole. 1907. pristupa vojsci kao zastavnik u Jäger Bataillonu nr.10 (Hanoverian) kojim u to vrijeme zapovijeda njegov otac. 1911. prelazi u 3. Telegraphen-Bataillon, Korpus veze pruske armije. U listopadu 1913. oženio se s Margaretom Goerne s kojom ima dva sina.
Tijekom Prvog svjetskog rata služio je kao časnik pri vezi i glavnom stožeru. Nakon rata Guderian ostaje u smanjenoj njemačkoj vojsci (Reichswehr), gdje se specijalizira za oklopno ratovanje. Kako je govorio i francuski i engleski jezik na njega su utjecali britanski teoretičari manevarskog ratovanja J. F. C. Fuller i B. H. Liddel Hart kao i djela tada nepoznatog Charlesa de Gaullea. Njegove radove na njemački je preveo Guderian.
Achtung-Panzer! je napisan 1936. – 37. kao objašnjenje Guderianovih teorija o ulozi tenkova i zrakoplova u modernom ratovanju. Oklopne snage koje je kreirao bile su okosnica njemačke vojske tijekom drugog svjetskog rata, i borile su se u skladu s doktrinom poznatom kao blitzkrieg. Do današnjeg dana njegov doprinos taktici združenog borbenog djelovanja zrakoplovstva i oklopnih/motoriziranih snaga proučava se u vojnim akademijama širom svijeta.

### Drugi svjetski rat
U Drugom svjetskom ratu Guderian je prvo služio kao zapovjednik XIX armijskog korpusa (XIX Armee Korps) tijekom napada na Poljsku i Francusku. Osobno je vodio prodor kroz Ardene, preko rijeke Meuse i kroz Francuske obrambene položaje kod Sedana. Guderianova oklopna grupacija vodila je "trku do mora" kojom je podijelila savezničke snage na dva dijela, lišivši BEF (Britanske ekspedicijske snage) i Francuske armije u sjevernoj Francuskoj i Belgiji njihovih zaliha goriva, hrane, rezervnih dijelova i streljiva.
1941. zapovijeda Panzergruppom Guderian u operaciji Barbarossa, njemačkom napadu na SSSR, primivši odlikovanje "Viteški križ sa hrastovim lišćem" u srpnju te godine. Od 5. listopada 1941. Panzergruppe Guderian je preimenovana u II Panzerarmee (2. Oklopna armija) i Guderian ostaje njen zapovjednik. Tijekom operacije Barbarossa vodi svoje oklopne snage u brzom napredovanju u skladu s Blitzkrieg doktrinom i od svojih vojnika dobiva nadimak "Schneller Heinz" (brzi Heinz). Njegov oklopni klin zauzima Smolensk za vrlo kratko vrijeme, i nalazi se na položajima za završni napad na Moskvu kada mu je zapovijeđeno da skrene na jug prema Kijevu (Lötzen naredba). Smijenjen je s dužnosti 25. prosinca 1941. nakon što je Günther von Kluge tvrdio da je zapovijedio povlačenje u suprotnosti s Hitlerovim zapovijedima da se zadrže svi osvojeni položaji bez obzira na cijenu, te je premješten u pričuvu. Guderian je stalno poricao da je takvo nešto uradio i iz sadašnje perspektive čini se da je to istina. Ironično ta očito mitska insubordinacija je još glavni dokaz, njegovim štovateljima, njegova neslaganja s Hitlerom. Iako Guderianovo osobno viđenje te situacije isključivo leži u Klugeovim optužbama na njegov račun koje su skoro i dovele do dvoboja koji jasno Hitler nije dopustio.
Nakon njemačkog poraza kod Staljingrada Guderian je ponovo pozvan u aktivnu službu i 1. ožujka 1943. postaje Glavni inspektor oklopnih snaga. Njegove dužnosti na tom mjestu bile su određivanje doktrine uporabe oklopnih snaga, nadgledanje dizajna i proizvodnje tenkova kao i obuka oklopnih snaga.
21. srpnja 1944., nakon neuspjeha urote od 20. srpnja 1944., Guderian postaje načelnik stožera vojske (Chef des Generalstabs des Heeres) kao nasljednik Kurta Zeitzlera koji je napustio položaj 1. srpnja nakon živčanog sloma. Tijekom svog službovanja kao načelnik imao je dugi niz sukoba s Hitlerom oko načina vođenja rata na obje bojišnice. Napokon 28. ožujka 1945. Hitler ga razrješava svih dužnosti nakon svađe oko neuspjela protuudara generala Theodora Bussea kod Küstrina. Hitler ga je razrješio uz objašnjenje da mu je potrebno šest tjedana odmora zbog zdravstvenih problema. Na dužnosti ga je zamijenio general Hans Krebs.

### Nakon rata
Unatoč zahtjevima Poljaka i Sovjeta Guderian nije optužen niti za jedan ratni zločin na Nürnberškom procesu, njegove akcije i ponašanje smatrane su konzistentnim s ponašanjem profesionalnog vojnika.
Poljska je smatrala da u slučaju bitke kod Wizne, Guderianove prijetnje poljskom zapovjedniku Wladislawu Raginisu strijeljanjem ratnih zarobljenika, ako se preostale poljske snage ne predaju, bio ratni zločin. Neki vojni povjesničari to smatraju majstorskim blefom, ipak Poljaci se s tim ne slažu. Nadalje tisuće sovjetskih ratnih zarobljenika strijeljali su vojnici pod Guderianovim zapovjedništvom. Također Guderian je prihvatio posjed u regiji Warthegau kao njemačkom teritoriju anektiranom nakon invazije na Poljsku, koji je prethodno oduzet njegovim poljskim vlasnicima. 
10. svibnja 1945. predao se Amerikancima i bio u pritvoru kao ratni zarobljenik sve do puštanja 1948. Umro je 15. svibnja 1954. u Zapadnoj Njemačkoj. 
Njegov sin Heinz Günther Guderian, niži časnik u Wehrmachtu je postao poznati general Bundeswehra vojske Zapadne Njemačke i glavni tajnik NATO-a .